# Écluses de Crofton

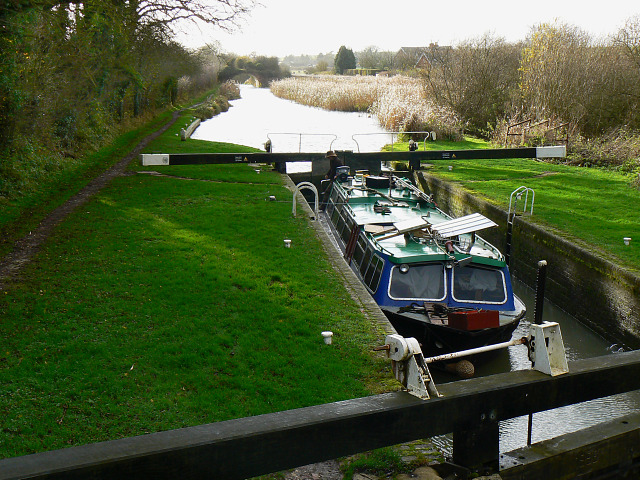
Écluses de Crofton

Les écluses de Crofton sont une série d'écluses sur le canal Kennet et Avon, près du village de Great Bedwyn, dans le Wiltshire, en Angleterre.
Les neuf écluses permettent de franchir un dénivelé 18,5 m (61 pi) et ont été construites sous la supervision de l'ingénieur John Rennie.
L'eau est pompée vers le sommet à l'extrémité ouest des écluses par la station de pompage de Crofton qui a été restaurée.

## Localisation
Bien que nommé d’après Crofton situé dans la paroisse civile de Great Bedwyn, les écluses sont en fait situées dans la paroisse de Grafton.